# Acacia glutinosa
Acacia glutinosa é uma espécie de leguminosa do gênero Acacia, pertencente à família Fabaceae.